# Submarino U 3 (1935)
El U 3 o Unterseeboot 3 fue el tercer submarino alemán de la Kriegsmarine, correspondiente al Tipo IIA, y participó en acciones de combate en la Segunda Guerra Mundial hasta que fue dado de baja el 1 de agosto de 1944. 

## Construcción
Se ordenó iniciar la construcción de este pequeño submarino costero tras el rechazo de Adolf Hitler de los términos del Tratado de Versalles, que prohibían expresamente a Alemania la posesión de una fuerza de submarinos. Su quilla fue puesta sobre las gradas de los astilleros Deutsche Werke de la ciudad de Kiel el 11 de febrero de 1935 simultáneamente con los U 1, U 2, U 4, U 5 y U 6. Fue botado al agua el 19 de junio de 1935 y tras una muy rápida construcción, fue entregado a la Kriegsmarine tras la finalización de sus obras el 6 de septiembre de 1935, bajo el mando del Capitán Hans Meckel.

## Historial
Número Postal M 01 385. Como los submarinos del Tipo II eran muy pequeños para las tareas de combate en el océano Atlántico, fue asignado al Báltico, en un principio, para misiones de combate y posteriormente para tareas de entrenamiento dentro de la vigésimo primera Unterseebootsflottille (flotilla de submarinos).

### Formación, Flotillas y deberes

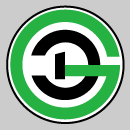
Emblema de la 21. Unterseebootsflottille.

- 1 de agosto de 1935 - 1 de septiembre de 1939 - Escuela de Flotilla Submarina (buque escuela) (Neustadt)
- 1 de septiembre de 1939 - 1 de octubre de 1939 - Escuela de Flotilla Submarina (buque de combate) (Neustadt)
- 1 de octubre de 1939 - 1 de febrero de 1940 - Escuela de Flotilla Submarina (buque escuela) (Neustadt)
- 1 de marzo de 1940 - 1 de abril de 1940 - Escuela de Flotilla Submarina (buque de combate) (Neustadt)
- 1 de mayo de 1940 - 30 de junio de 1940 - Escuela de Flotilla Submarina (buque escuela) (Neustadt)
- 1 de julio de 1940 - 31 de julio de 1944 - 21º Flotilla de Formación (Pillau)

Una vez que Noruega fue sometida, llegó a ser evidente que el U 4 y sus cuatro gemelos supervivientes resultaban obsoletos en aquel momento ante sus contemporáneos, por lo que fueron relegados a tareas de entrenamiento de tripulaciones encuadrados en la vigésimo primera Unterseebootsflottille (flotilla de submarinos), en la que sirvió en el mar Báltico. Su tarea fundamental en este periodo de tiempo fue la de preparar a los tripulantes de los U-boote cara a prestar sus servicios en la Batalla del Atlántico. En algunas de estas patrullas de entrenamiento, se dirigió a aguas soviéticas durante la operación Barbarroja, aunque tampoco en esta ocasión logró encontrar ningún blanco.
En verano de 1944, ante la carencia de recursos y repuestos y debido a la baja reputación de los submarinos del tipo II en cuanto a los bajos resultados obtenidos y a los accidentes, el U 3 fue dado de baja y quedó arrumbado en Gdynia con una tripulación de mantenimiento, y usándose algunos de sus componentes como fuente de repuestos.

### Patrullas de combate
A pesar de no ser adecuado para misiones de combate, el U 3 realizó un total de cinco patrullas de combate debido a la escasez de unidades disponibles.
Primera patrulla

4 de septiembre de 1939 - 8 de septiembre de 1939

Patrulla defensiva de la bahía alemana del Mar del Norte.
El U 3 deja Wilhelmshaven bajo el mando del Teniente Capitán Joachim Schepke el 4 de septiembre de 1939, para las operaciones en el Suroeste de Noruega, y regresando a Wilhelmshaven cinco días después, el 8 de septiembre de 1939. El Alférez de Navío de 2º (2º Oficial de Guardia) Georg-Werner Fraatz presto servicio desde agosto a octubre de 1939, siendo más tarde Comandante del U-652 y del U-529.
Segunda patrulla

13 de septiembre de 1939 - 24 de septiembre de 1939

Patrulla defensiva fuera de Terschelling en el Mar del Norte.
El 13 de septiembre de 1939, U 3 deja Wilhelmshaven bajo el mando del Teniente Capitán Joachim Schepke, para las operaciones en el Golfo de Heligoland, y regresando a Wilhelmshaven el 24 de septiembre de 1939, después de 1 semana y media (12 días) en patrullaje.
Tercera patrulla

27 de septiembre de 1939 - 3 de octubre de 1939

Patrulla al Sur de Noruega para el control de contrabando de los barcos neutrales.
El U 3 deja Wilhelmshaven bajo el mando del Teniente Capitán Joachim Schepke el 27 de septiembre de 1939, para las operaciones en el Suroeste de Noruega, y llegando a Kiel el 3 de octubre de 1939 después de siete días. El 30 de septiembre de 1939, a las 22:55 horas, en el Mar del Norte, U-3 avistó un submarino británico y disparó un torpedo, pero falla.
- El Teniente Capitán Joachim Schepke, hundió a dos buques en esta patrulla:
  - El 30 de septiembre de 1939, hundió el danés SS Vendia de 1.150 toneladas a las 11:24 horas.
  - El 30 de septiembre de 1939, hundió al Sueco SS Gun de 1.198 toneladas a las 09:10 horas.

Cuarta patrulla

16 de marzo de 1940 - 29 de marzo de 1940

A la caza de submarinos enemigos al Sur de Noruega.
Formando un grupo de 8 submarinos (Lindesnes), junto con el U-2, U-5 y el U-6 para la Operación Weserübung, la invasión alemana de Dinamarca y Noruega. El submarino regresó al puerto poco después de su salida para reparar el periscopio y se retira nuevamente el 13 de abril de 1940.
El U-3 dejó Kiel bajo el mando del Capitán de Corveta Gerd Schreiber el 16 de marzo de 1940, para las operaciones en el Skagerrak. El 17 de marzo de 1940 llega Wilhelmshaven. El 18 de marzo de 1940 sale de Wilhelmshaven, y después de casi dos semanas (14 días) llega a Wilhelmshaven el 29 de marzo de 1940.
El 16 de marzo de 1940 el submarino británico HMS Porpoise disparó seis torpedos al U-3 a unos 10 kilómetros al Suroeste de Egersund, Noruega en la posición 58°18′N, 05°47′E y se escuchó una detonación. Todos los torpedos disparados fueron erróneos al blanco. Un torpedo G7a lanzado desde el U-3 que se perdió y que detonó al final de su recorrido. Este ataque se cree que han causado el hundimiento del U-1, pero era en realidad era contra el U-3, que no sufrió daños.
Quinta patrulla

12 de abril de 1940 - 19 de abril de 1940

El 12 de abril de 1940, U-3 deja Wilhelmshaven bajo el mando del Capitán de Corveta Gerd Schreiber, para las operaciones en el Suroeste de Noruega y regresando a Wilhelmshaven una semana (8 días) más tarde el 19 de abril de 1940.

### Destino
El U 3 permaneció arrumbado desde el 1 de agosto de 1944 en Gotenhafen, donde fue capturado por los británicos el 3 de mayo de 1945. Fue desguazado ese mismo año.

## Comandantes
- Capitán de Fragata Hans Meckel - (6 de agosto de 1935 - 29 de septiembre de 1937)
- Capitán de Corveta Ernst-Günter Heinicke - (30 de septiembre de 1937 - julio de 1938)
- Teniente Capitán Joachim Schepke - (29 de octubre de 1938 - 2 de enero de 1940)
- Capitán de Corveta Gerd Schreiber - (3 de enero de 1940 - 28 de julio de 1940)
- Teniente Capitán Helmut Franzke - (29 de julio de 1940	- 10 de noviembre de 1940)
- Capitán de Corveta Otto von Bülow - (11 de noviembre de 1940 - 2 de julio de 1941)
- Alférez de Navío Hans-Hartwig Trojer - (3 de julio de 1941 - 2 de marzo de 1942)
- Alférez de Navío Joachim Zander - (3 de marzo de 1942 - 30 de septiembre de 1942)
- Alférez de Navío Herbert Zoller (1 de octubre de 1942 - 18 de mayo de 1943)
- Alférez de Navío Ernst Hartmann - (19 de mayo de 1943 - 9 de junio de 1944)
- Alférez de Navío de 2º Hermann Neumeister - (10 de junio de 1944 - 16 de julio de 1944)